# Aardbeving Westerwijtwerd 2019
De aardbeving bij Westerwijtwerd op 22 mei 2019 was een aardbeving met een kracht van 3,4 op de schaal van Richter. Het epicentrum lag bij de Groningse plaats Westerwijtwerd in de gemeente Loppersum.
De beving behoort tot de top 3 van hevigste aardbevingen in Groningen tot dan toe. De Tijdelijke Commissie Mijnbouwschade Groningen (TCMG) kreeg na ruim één week 3.104 meldingen, waarvan 97 een acuut onveilige situatie.